# Elektromobil- und Maschinenfabrik Henschel
Die Elektromobil- und Maschinenfabrik Henschel (mitunter auch Hentschel genannt) war von 1899 bis 1918 ein Hersteller elektrisch angetriebener Fahrzeugen in der Schillerstraße 97 in der Stadt Charlottenburg, heute ein Ortsteil Berlins. Das erste elektrisch betriebene Taxi in Berlin wurde von Henschel gebaut.

## Geschichte
Im Jahr 1899 wurde die Maschinenfabrik Henschel & Co. gegründet, um Maschinen, Elektroautos sowie benzinbetriebene Fahrzeuge zu produzieren. 1906 wurde die Firma umbenannt. Die ersten elektrischen Nutzfahrzeuge als Lastkraftwagen hatten zwei Motoren und bis zu 6,5 PS (5 kW). Der Elektro-Lkw war an der Hinterachse angetrieben und konnte in fünf Geschwindigkeiten geschaltet werden. Als Bremse dienten eine Klotzbremse und zwei mechanische Bremsen. Zusätzlich konnte man im Notfall durch Rekuperation der zwei Elektromotoren eine starke Bremsung einleiten.
Größere Stückzahlen dieser Elektro-Lkw, besonders Kommunalfahrzeuge, konnte Henschel bis in die Zeit des Ersten Weltkriegs produzieren. Im Jahr 1918 wurde das Unternehmen Henschel von den Elite-Werken übernommen.